# Márkháza
Márkháza es un pueblo ubicado en el condado de Nógrád, Hungría.

## Superficie
Posee una superficie de 6,31 kilómetros cuadrados.

## Demografía
Hasta 2021 la población era de 248 habitantes, con una densidad de población de 39,30 habitantes por kilómetro cuadrado.